# Capacete Mk 6
O capacete Mk 6 é um tipo de capacete de combate que era o padrão das Forças Armadas Britânicas, bem como outro capacete fornecido pela ONU durante as operações de manutenção da paz. O Mk 6 substituiu o capacete Mk IV (oficialmente designado Helmet Steel Mk IV, General Service) no serviço militar e o capacete RAC no serviço naval. O salto nos números Mk é pensado devido à confusão em torno do capacete Mk IV usando o forro Mk V, introduzido em 1959.
O capacete é fabricado pela NP Aerospace, e é relatado como tendo uma "vida útil quase ilimitada" pelo fabricante.

## História
O Mk 6 foi emitido ao Exército Britânico em 1986. Eles eram conhecidos por serem usados na Operação Tempestade no Deserto e Escudo no Deserto.
A partir de 1992, o Mk 6 foi fornecido à ONU juntamente com o M88, o MICH e o M1 para permitir a proteção das forças de manutenção da paz. Muitas forças militares usaram esses capacetes, como Argentina, México e a maioria dos países listados pela ONU, conforme declarado. Estes foram cobertos com a capa de capacete de camuflagem do respectivo país ou emitidos com uma capa Mk 6 azul para indicá-lo como um capacete de manutenção da paz.
A partir de junho de 2009, o capacete foi substituído pelo capacete Mk 7.

## Desenho
O Mk 6, em sua configuração padrão, é na cor verde escuro. O Exército Britânico usa capas para camuflar o capacete e adaptá-lo a diferentes ambientes. As capas incluem o Disruptive Pattern Material britânico em padrões de floresta temperada e deserto, padrão multicam, Disruptive Pattern Combat Uniform, uma capa branca pura para ambientes árticos e uma capa de cor azul das Nações Unidas. O Mk 6 foi projetado para aceitar proteção auditiva moderna, rádios pessoais Bowman e respiradores.
Às vezes é referido como o "bowler de batalha", um termo usado pela primeira vez para o capacete Brodie da Primeira Guerra Mundial. Muitas vezes, pensa-se erroneamente que o Mk 6 é feito de kevlar, quando na verdade é feito de náilon balístico.

## Galeria

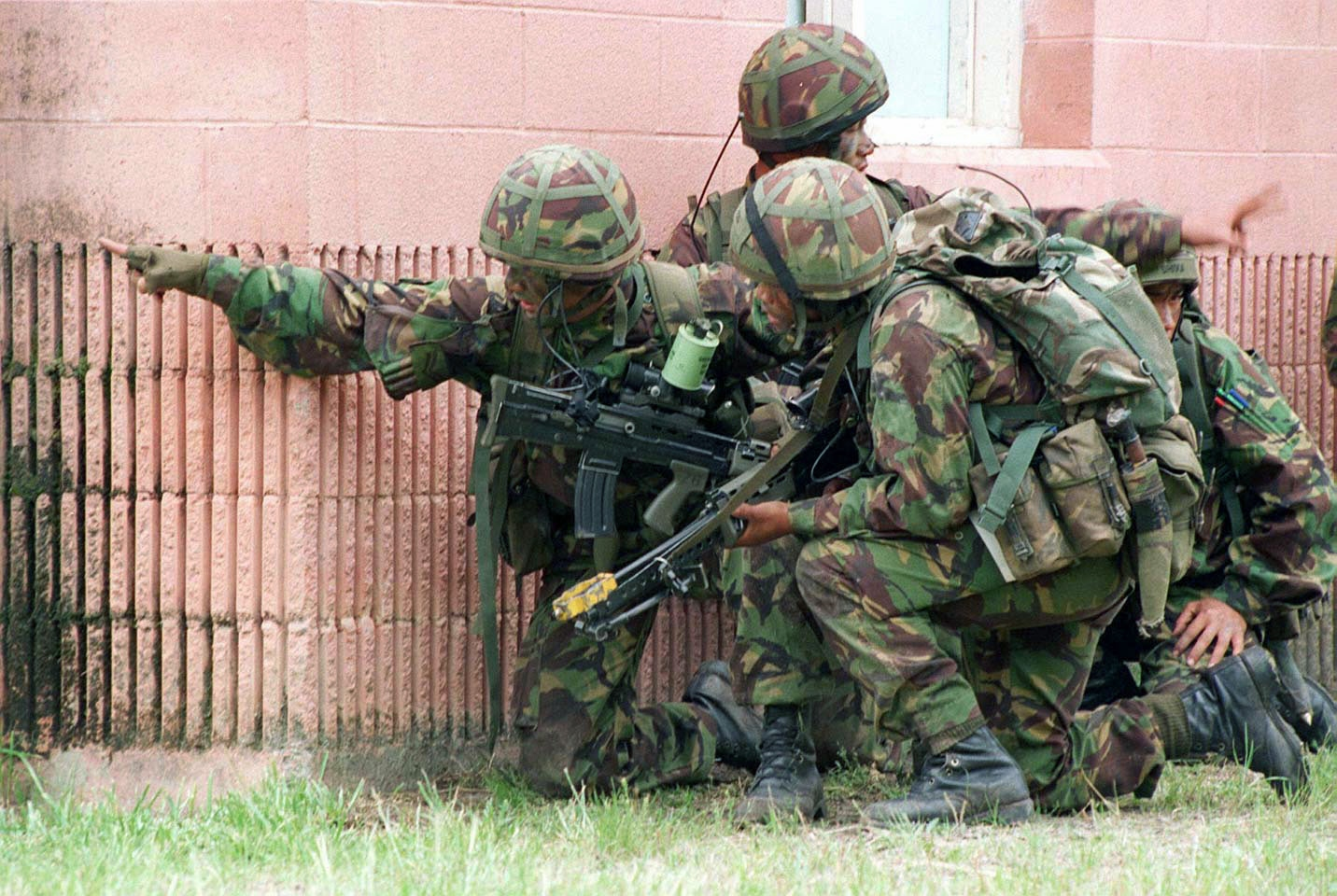
Gurkhas usando o capacete Mk 6 com capas DPM temperadas durante um exercício.
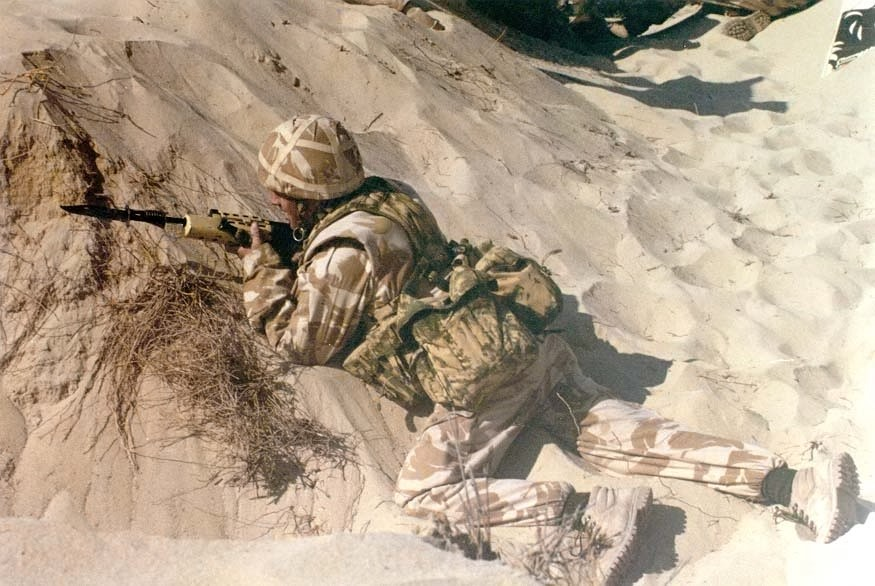
Soldado britânico usando o capacete Mk 6 com cobertura DPM no deserto durante a Operação Granby.
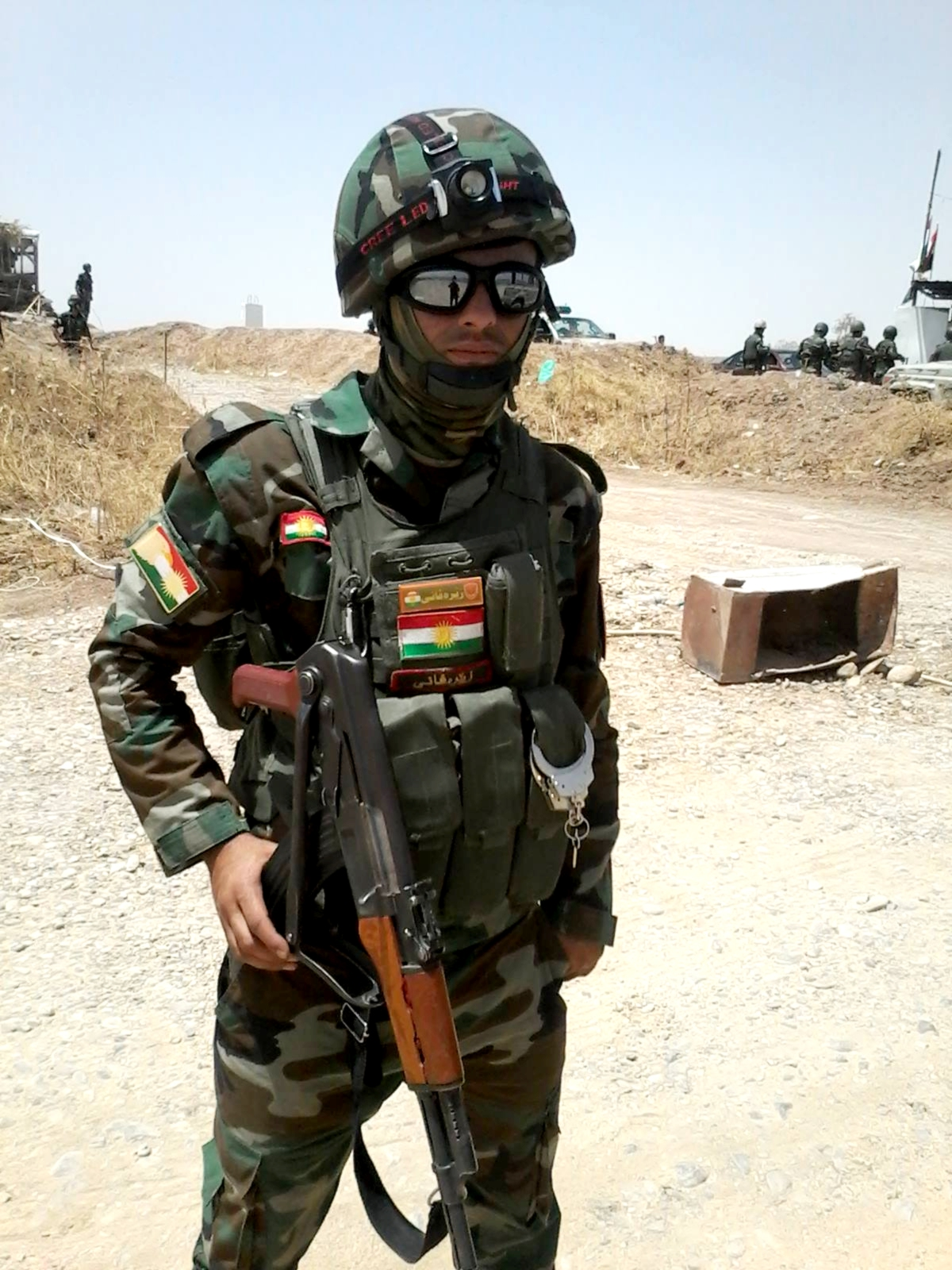
Peshmerga curdo com o capacete Mk 6 com cobertura de camuflagem própria.
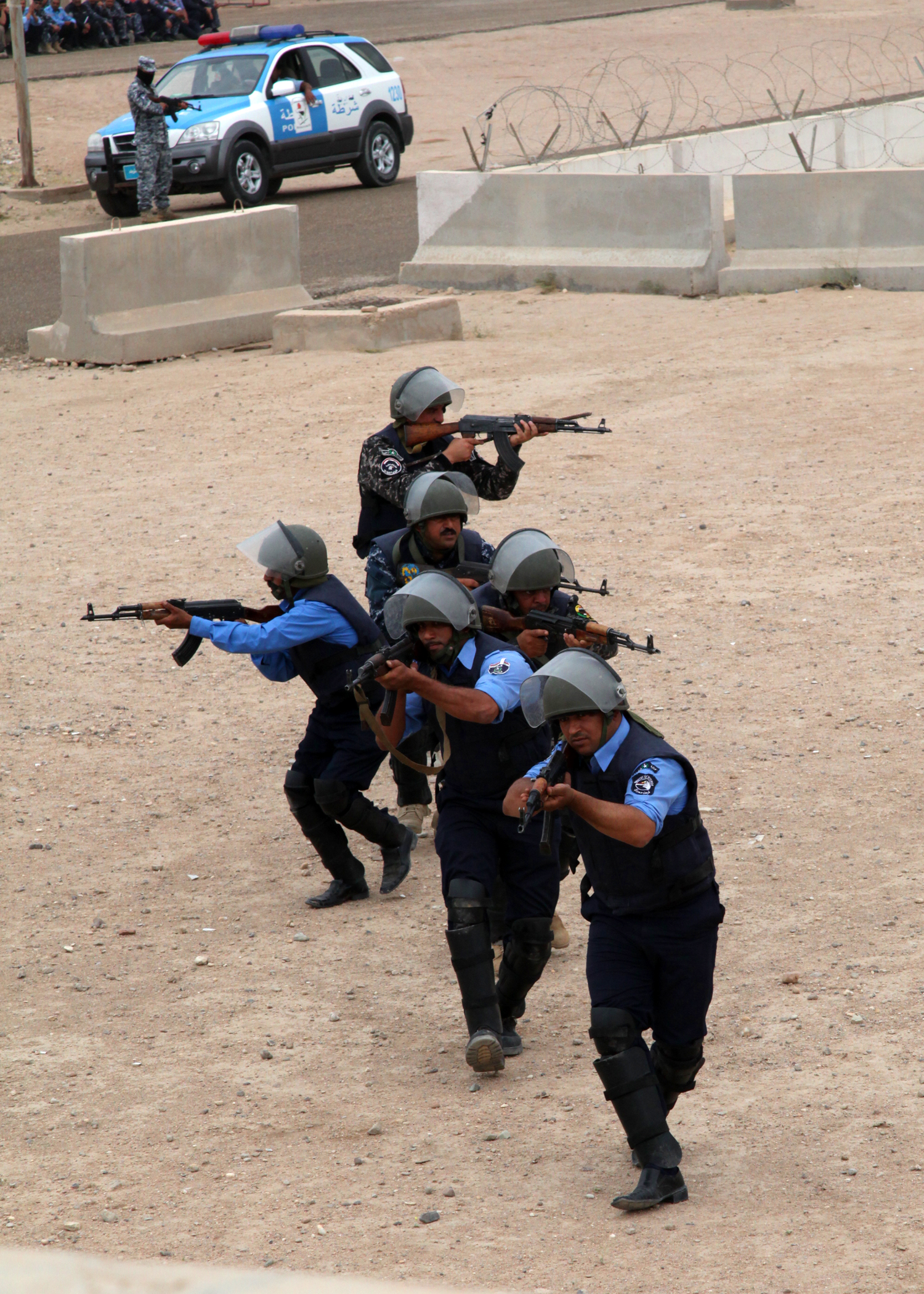
Recrutas da polícia iraquiana usando capacetes Mk 6 praticando combate em ambiente confinado em Basra, Iraque.

## Variantes

### Mk 6A
Em 2005, o Mk 6 começou a ser substituído por uma evolução do desenho original, o capacete Mk 6A. A NP Aerospace também fabrica o Mk 6A.
Embora pareça muito semelhante ao Mk 6, o Mk 6A possui proteção balística aprimorada e é um pouco mais pesado que o modelo anterior. As duas variantes podem ser facilmente distinguidas uma da outra quando a tampa é removida, pois o material do Mk 6 é verde oliva, enquanto o doMk 6A é preto.

## Usuários

### Atuais
- Bermuda[12]
- Gana[13]
- Iraque
  -  Curdistão iraquiano
- Ukraine – 2.000 capacetes foram fornecidos pelo governo britânico (elevando o total suprido para 3.000) ao governo ucraniano em 3 de julho de 2015;[14] doações adicionais de capacetes foram feitas após a invasão da Ucrânia pela Rússia em 2022.[15]

### Ex-usuários
- República Islâmica do Afeganistão
- Reino Unido: Substituído pelo capacete Mk 7.[16]